# 六哲
六哲（1985年10月18日—），原名李錦，男，廣東雷州人，中國大陸創作歌手。他擅長作曲、作詞、編曲和音樂製作，是一位全方面的創作型歌手。六哲畢業於星海音樂學院後當過公車維修員、網路公司客服人員、飯店服務生和通訊公司業務員，其後在街上賣唱。他於2009年簽約成為歡子的東嘉娛樂公司成為旗下歌手，其首張個人創作專輯《被傷過的心還可以愛誰》於2010年一推出。他於2013參與中國中央電視台CCTV7農民網絡春節聯歡晚會的節目拍攝。後來又獲邀在普寧市第一屆粵東之星達人秀擔任總決賽特邀評委以及嘉賓。六哲現時仍繼續活躍於中國歌壇。

## 個人專輯
| 個人專輯                 | 個人專輯 | 個人專輯 | 個人專輯 | 個人專輯 | 個人專輯 | 個人專輯 |
| ------------------------ | -------- | -------- | -------- | -------- | -------- | -------- |
| 唱片                     | 備註     |          |          |          |          |          |
| 2010                     |          |          |          |          |          |          |
| 《被傷過的心還可以愛誰》 | 6月21日  |          |          |          |          |          |
| 2010                     |          |          |          |          |          |          |
| 《我在乎的是你》         | 9月30日  |          |          |          |          |          |
| 2013                     |          |          |          |          |          |          |
| 《不知道為什麼》         | 7月21日  |          |          |          |          |          |

## 演出
- 2004年，參加佛山美食節第二屆卡拉OK大賽，並獲得佛山十佳歌手獎。
- 2004年3月，擔任佛山脈衝樂隊主唱。
- 2005年，參加廣東部署技校歌手大賽，並獲優勝獎。
- 2005年，參加廣東移動綵玲唱作先鋒總決賽，並獲得最佳台風獎,粵西賽區三等獎,佛山賽區冠軍。
- 2010年5月10日，清遠國際旅遊小姐總決賽嘉賓。
- 2010年5月19日，廣州大學城演出。
- 2010年5月29日，浙江寧波極地酒吧歌友會。
- 2010年6月29日，參加FM99.3音樂之聲《天生快活人》欄目。

## 外部連結
- 六哲新歌《受伤以后谁来安慰我》演绎昔日之景 （页面存档备份，存于）